# KS Hutnik Cracovie (football)
Maillots
Le KS Hutnik Cracovie (KS Hutnik Kraków en polonais) est un club polonais de football basé à Cracovie.

## Historique
- 1950 : fondation du club sous le nom de KS Stal Nowa Huta
- 1956 : le club est renommé KS Hutnik Nowa Huta
- 1984 : le club est renommé KS Hutnik Kraków

## Bilan européen
Note : dans les résultats ci-dessous, le score du club est toujours donné en premier.
| Saison    | Compétition | Tour            | Club           | Domicile | Extérieur | Total  |
| --------- | ----------- | --------------- | -------------- | -------- | --------- | ------ |
| 1996-1997 | Coupe UEFA  | Premier tour Q  | Khazri Buzovna | 9 - 0    | 2 - 2     | 11 - 2 |
| 1996-1997 | Coupe UEFA  | Deuxième tour Q | Sigma Olomouc  | 3 - 1    | 0 - 1     | 3 - 2  |
| 1996-1997 | Coupe UEFA  | Premier tour    | AS Monaco      | 0 - 1    | 1 - 3     | 1 - 4  |

Légende
- Victoire ou qualification pour le tour suivant
- Match nul
- Défaite ou élimination de la compétition